# Toronto Blue Jays
Toronto Blue Jays är en professionell basebollklubb i Toronto i Ontario i Kanada som spelar i American League, en av de två ligorna i Major League Baseball (MLB). Klubben är numera den enda i MLB utanför USA. Klubbens hemmaarena är Rogers Centre.

## Historia
Klubben grundades 1977 när American League utökades med två nya klubbar (den andra var Seattle Mariners).
Klubben vann World Series två år i rad, 1992 och 1993. Därefter dröjde det dock ända till 2015 innan klubben över huvud taget gick till slutspel igen.

## Hemmaarena
Hemmaarena är Rogers Centre, invigd 1989, som är en inomhusarena. Förut spelade klubben i Exhibition Stadium.

## Spelartrupp

### Aktiva
| Nr | Land                    | Pos | Namn            |
| -- | ----------------------- | --- | --------------- |
| 6  | USA                     | P   | Alek Manoah     |
| 16 | Japan                   | P   | Yusei Kikuchi   |
| 17 | Puerto Rico             | P   | José Berríos    |
| 33 | USA                     | P   | Trevor Richards |
| 34 | USA                     | P   | Kevin Gausman   |
| 35 | USA                     | P   | David Phelps    |
| 45 | USA                     | P   | Mitch White     |
| 48 | USA                     | P   | Ross Stripling  |
| 52 | USA                     | P   | Anthony Bass    |
| 58 | USA                     | P   | Tim Mayza       |
| 68 | Italien                 | P   | Jordan Romano   |
| 90 | USA                     | P   | Adam Cimber     |
| 93 | Dominikanska republiken | P   | Yimi García     |

| Nr | Land                    | Pos | Namn                 |
| -- | ----------------------- | --- | -------------------- |
| 9  | USA                     | C   | Danny Jansen         |
| 30 | Mexiko                  | C   | Alejandro Kirk       |
| 1  | USA                     | INF | Whit Merrifield      |
| 5  | Dominikanska republiken | INF | Santiago Espinal     |
| 8  | USA                     | INF | Cavan Biggio         |
| 11 | Brasilien               | INF | Bo Bichette          |
| 26 | USA                     | INF | Matt Chapman         |
| 27 | Dominikanska republiken | INF | Vladimir Guerrero Jr |
| 4  | USA                     | OF  | George Springer      |
| 13 | Kuba                    | OF  | Lourdes Gurriel Jr   |
| 15 | Dominikanska republiken | OF  | Raimel Tapia         |
| 25 | USA                     | OF  | Jackie Bradley Jr    |
| 37 | Dominikanska republiken | OF  | Teoscar Hernández    |

### Skadade
| Nr | Land | Pos | Namn           |
| -- | ---- | --- | -------------- |
| 24 | USA  | P   | Nate Pearson   |
| 46 | USA  | P   | Tayler Saucedo |

| Nr | Land     | Pos | Namn                |
| -- | -------- | --- | ------------------- |
| 67 | USA      | P   | Julian Merryweather |
| 99 | Sydkorea | P   | Ryu Hyun-jin        |

## Fotogalleri

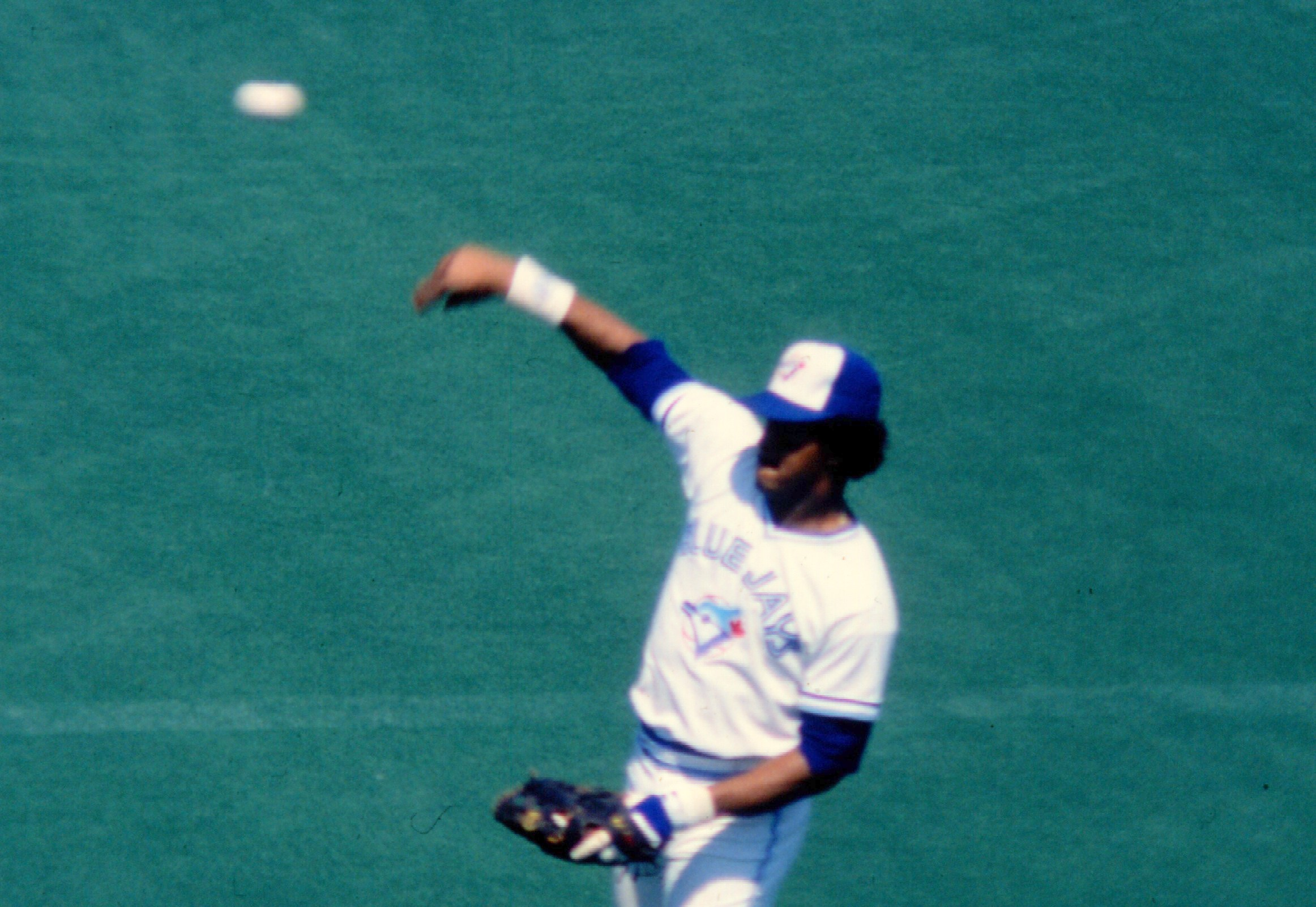
George Bell.
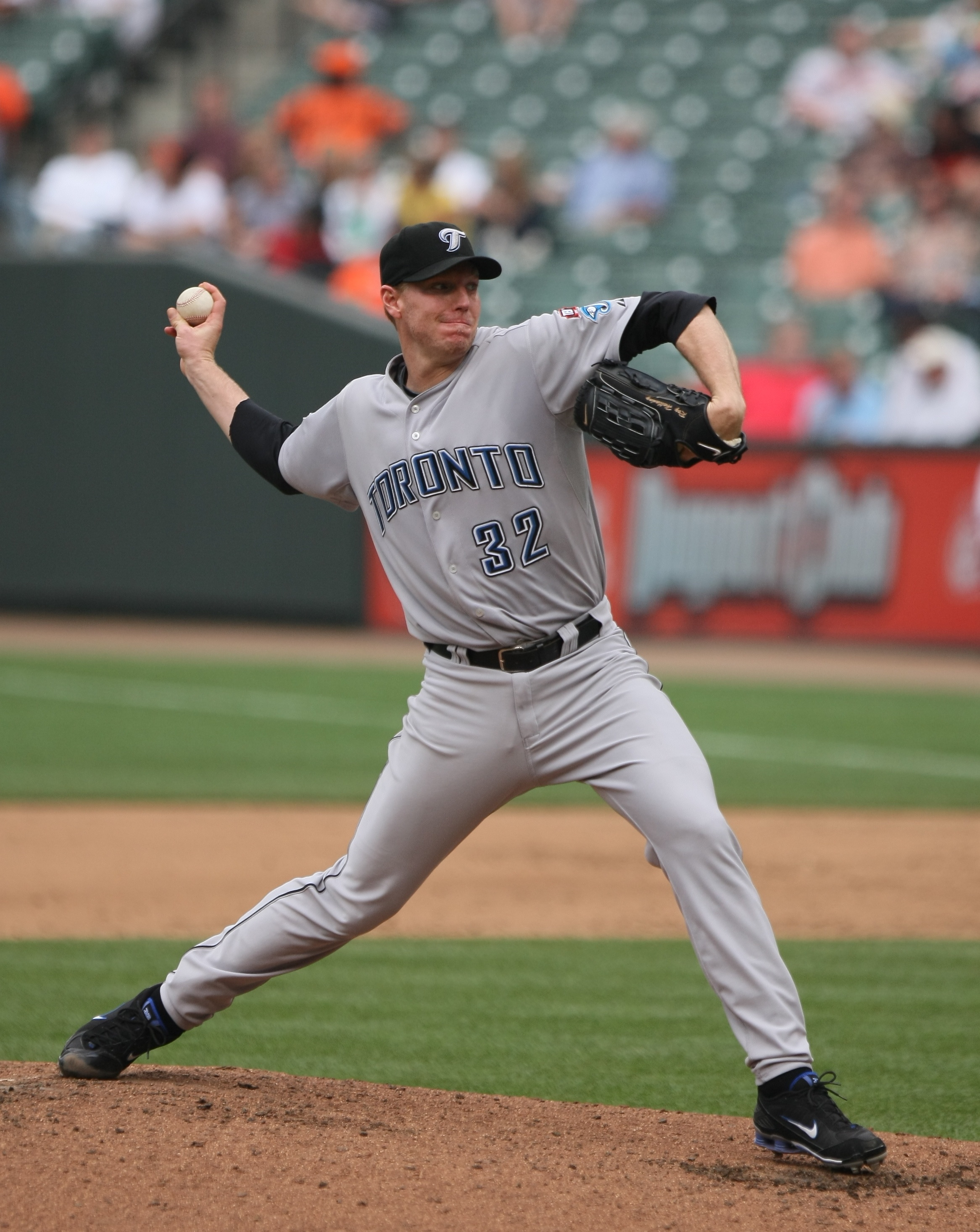
Roy Halladay.
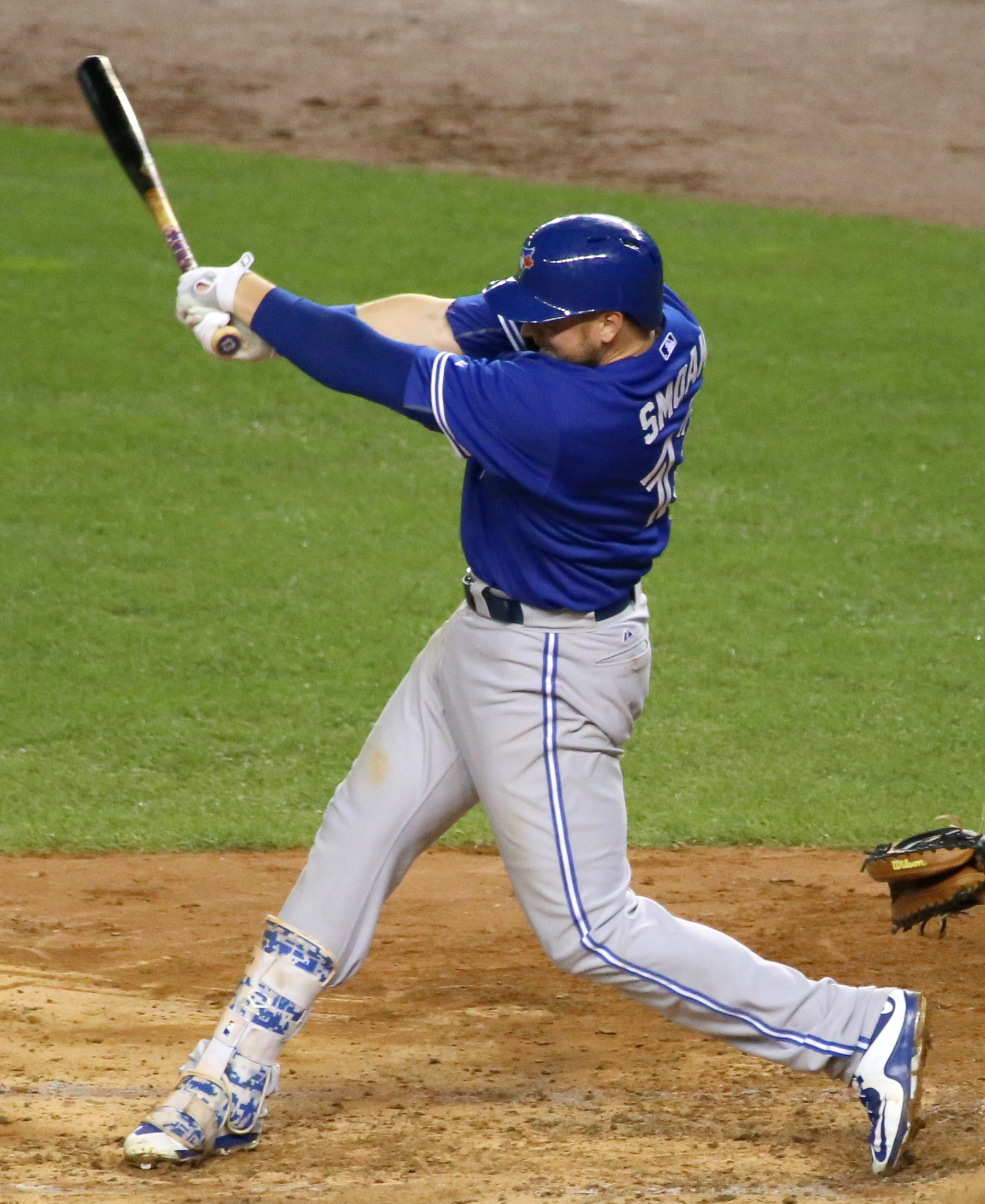
Justin Smoak.